# Allandale, New South Wales
Allandale är en förort till staden Maitland i New South Wales i Australien. Folkmängden uppgick till 305 år 2011.

## Kommunikationer

### Järnväg
Allandale är belägen på järnvägsbanan Main Northern Line men järnvägsstationen stängdes under 1970-talet.

### Väg
Allandalle ligger nära landsvägen New England Highway.